# Саутгемптон (аэропорт)
Аэропорт Саутгемптона (англ. Southampton Airport) (ИАТА: SOU, ИКАО: EGHI) — 20-й по пассажирообороту аэропорт Великобритании, находящийся в Истли недалеко от Саутгемптона.
Оператором и владельцем аэропорта Саутгемптона является BAA, которой принадлежит ещё 6 аэропортов Великобритании, включая три крупнейших аэропорта Лондона, и которая в свою очередь принадлежит испанской компании Ferrovial Group.
Через аэропорт было перевезено 1 965 686 пассажиров в 2007 году, что на 2,8 % больше, чем в 2006 (1 912 979). Аэропорт Саутгемптона имеет публичную лицензию аэродрома (номер P690), которая разрешает пассажироперевозки и обучение полётам.

## История
Взлётно-посадочная полоса аэропорта расположена, как предполагается историками, на месте римской виллы.
По мнению местного историка Джона Эдгара Манна (см. его книгу Book of the Stonehams) первая событие, связанное с авиацией на этом месте произошло в 1910 году, когда пионер авиации Эрик Мун приземлялся и взлетал на ферме Северный Стоунхэм на моноплане Moonbeam Mk II.
Во время Первой мировой войны, когда ВМС США прибыл в 1917 году, началась работа над строительством ангара. Во время американского присутствия до 4 000 солдат и офицеров были размещены в палатках и домах в районе железнодорожной линии Лондон-Саутгемптон.
После войны на территории будущего аэродрома размещался перевалочный лагерь для беженцев, главным образом из России, которые стремились попасть в Америку из порта Саутгемптон. Пароходства Cunard и White Star Line совместно с Канадской Тихоокеанской Железной дорогой создали «Atlantic Park Hostel Company» для их временного размещения. В 1921 ангары были перестроены в спальни, кухни и столовые.
Общежития были предназначены для краткосрочного проживания мигрантов, пересаживающихся на суда, идущие в США, однако после изменений американских иммиграционных законов, ограничивших въезд в Соединенные Штаты по специальным квотам, некоторые постояльцы были вынуждены остаться на намного более длинный срок. В 1924 около 980 евреев-эмигрантов с Украины проживали в общежитии. Некоторые из них там проживали ещё семь лет спустя, в связи с тем, что США отказывались принимать их, а возвратиться на родину они не могли. В лагере были организованы школа, библиотека и синагога, беженцы создавали футбольные команды, которые играли в местных соревнованиях, а также принимали участие в местных праздниках, таких как карнавал Истли. На пике через лагерь прошло 20 000 человек в 1928 году, но с этого времени начался спад, который привёл к закрытию общежития в 1931.
В 1932 Southampton Corporation приобрела участок, на котором был создан «Муниципальный Аэропорт Саутгемптон». К 1935 часть этого участка использовалась Королевскими ВВС и носила название RAF Eastleigh, прежде чем оно было изменено на RAF Southampton в 1936. Позднее этот участок был передан командованию Флота в 1939 и переименован в HMS Raven, и впоследствии большую часть войны использовался как учебная база Королевского флота. В итоге аэропорт перешёл обратно в гражданское использование в апреле 1946.
В 1950-е основным бизнесом в аэропорту была перевозка автомобилей через Ла Манш авиакомпанией Silver City Airways, которая использовала для этих целей самолёты Bristol Freighter и Superfreighter. В 1965 была построена новая бетонная взлётно-посадочная полоса, которая стала эксплуатироваться с 1966, сделав аэропорт доступным для больших самолётов.
С 1936 Supermarine использовала аэродром для испытаний своих самолётов, несколько позднее Cunliffe-Owen Aircraft открыла фабрику у южного окончания взлётно-посадочной полосы. Обе компании впоследствии прекратили деятельность в Саутгемптоне, Supermarine перенесла работу в Чайлболтон, а Cunliffe-Owen продала свои мощности компании Ford. Эта фабрика продолжает работать, однако она сейчас находится не на территории аэропорта, что связано со строительством шоссе M27 в 1983. Cierva Autogiro арендовала часть производственных помещений Cunliffe-Owen в 1946, однако изменила местонахождение после продажи предприятия Ford. Она продолжала работать до 1960.

## Supermarine Spitfire
В 1936 был совершён первый испытательный полёт Supermarine Spitfire в аэропорту Саутгемптона, в честь этого события в 2004 была установлена на въезде в аэропорт почти полноразмерная модель самолёта с номером K5054, прототипа Spitfire.
5 марта 2006 в 16:30 пять восстановленных Spitfire взлетели с аэродрома Саутгемптона — так была отмечена семидесятая годовщина первого полета Supermarine Spitfire в точно то же самое время, как и полёт 1936 года.
Существуют планы, которые поддержаны местным советом, переименовать аэропорт в честь Р. Дж. Митчелла, конструктора Spitfire. Тем не менее, право переименования аэропорта остаётся за BAA.

## Авиакомпании
- Aer Arann
- Air France
  - оператор Airlinair
- Aurigny Air Services
- Blue Islands
- Brussels Airlines
- Eastern Airways
- Flybe
- Isles of Scilly Skybus
- Thomsonfly

## Взлётно-посадочная полоса
Аэропорт Саутгемптона имеет одну взлётно-посадочную полосу 02/20. Взлётно-посадочная полоса оборудована курсо-глиссадной системой (ILS), но только для самолётов, приближающихся с северной стороны.

## Транспорт
Аэропорт Саутгемптона обслуживается железнодорожной станцией Southampton Airport (Parkway) на South Western Main Line, которая идёт от лондонского вокзала Ватерлоо и Винчестера в Саутгемптон, Борнмут и Пул.
Аэропорт также расположен недалеко от переходов на шоссе M3 и M27, которые ведут в Саутгемптон, Винчестер, Борнмут и Портсмут.

## Инциденты
- 10 июня 1990 на самолёте, следовавшем из Бирмингема в Малагу (рейс 5390 British Airways) произошла взрывная декомпрессия. Капитан был высосан из кабины, однако второй пилот смог посадить самолёт в Саутгемптоне.[10]
- 26 мая 1993 Cessna 550 Citation II приземлялась при попутном ветре в 15 узлов, в то время как минимальная безопасная скорость попутного ветра составляла только 10 узлов, в результате чего самолёт выкатился за взлётно-посадочную полосу 20, выехала за пределы аэропорта и попала на шоссе M27, где столкнулась с двумя автомобилями и загорелась. Два члена экипажа получили травмы, также были травмированы три человека в автомобилях. Самолёт был разрушен.[11]